# Faustino Sanseverino
Faustino Sanseverino o Sanseverino Vimercati Tadini, conte di Castel Palazzo (Crema, 13 gennaio 1801 – Milano, 27 luglio 1878) è stato un nobile e politico italiano.

## Biografia
Figlio di Marco Antonio e Pisana Barziza, fu Conte di Castel Palazzo (Palazzo Pignano), un titolo ereditario concesso alla famiglia nel 1577 e riconfermato nel 1827; studiò in età giovanile presso il Collegio Longone di Milano prima di trasferirsi per alcuni anni a Roma vivendo nel mondo artistico e letterario.  Sposò Fanny di Porcia, da cui ebbe Teresa, e un figlio, Alfonso Vimercati Sanseverino, anche lui senatore. Fu assessore del Comune di Crema, Consigliere provinciale di Cremona (1861) e Socio della Società geografica italiana (1867).
Fu collaboratore della rivista Annali universali di statistica economica pubblica, geografia, storia, viaggi e commercio, edita da Francesco Lampato e diretta da Gian Domenico Romagnosi.